# 비아 (신화)
비아(Βία, Bia)는 그리스 신화의 여신이다. 힘, 용감, 무용, 폭력이 의인화 된 것. 티탄 파라스와 스틱스의 딸로, 형제로 니케 (승리), 크라토스 (힘), 젤로스 (열의)가 있다. 형제와 함께, 제우스의 측근을 근무하고 있다.
아이스킬로스는, 비아는 크라토스와 헤파이스토스와 함께 프로메테우스를 묶었다고 말한다. 파우사니아스는, 코린토스에는 비아와 아난케 (필연)를 합사한 신사의 경내가 있었지만, 이 신사의 경내에 사람이 들어가는 것은 용서되지 않았다고 보고했다.

## 참고 문헌
- 아포로드로스 「그리스 신화」고우즈 하루시게 역, 이와나미 문고 (1953년)
- 「그리스 비극 I—아이스킬로스 」, 치기미 문고 (해)
- 파우사니아스 「그리스기」이이오 도시사람 역, 용계서사(1991년)
- 헤시오드스 「신통기」히로카와 요이치 역, 이와나미 문고(1984년)
- 고우즈 하루시게 「그리스・로마 신화 사전」, 이와나미 서점 (1960년)